# Artur Fedosseyev
Artur Fedosseyev, né le 29 janvier 1994 à Semeï, est un coureur cycliste kazakh.

## Biographie
Le 26 novembre 2014, l'Union cycliste internationale annonce qu'Artur Fedosseyev a été contrôlé positif aux stéroïdes anabolisants comme son compatriote et coéquipier Viktor Okishev mais cette fois sur le Tour de l'Ain 2014. Il est le cinquième coureur kazakh à être contrôlé positif à une substance interdite en quelques semaines, après Maxim Iglinskiy, Valentin Iglinskiy, Ilya Davidenok et donc Viktor Okishev,.

## Palmarès sur route

### Par année
- 2012
  -  Champion du Kazakhstan sur route juniors
- 2014
  - 2e du Trophée international Bastianelli
- 2019
  - Classement général du Tour de Fuzhou

### Classements mondiaux
| Année                                 | 2013 | 2014 | 2015 | 2016 | 2017 | 2018  | 2019  | 2020 |
| ------------------------------------- | ---- | ---- | ---- | ---- | ---- | ----- | ----- | ---- |
| Classement mondial                    |      |      |      | nc   | nc   | 2452e | 2294e | 281e |
| UCI Europe Tour                       | nc   | 396e | nc   | nc   | nc   | 1639e |       |      |
| UCI Asia Tour                         | 333e | 456e | nc   | nc   | nc   | nc    | 222e  | 5e   |
|                                       |      |      |      |      |      |       |       |      |
| Légende : nc = non classéSource : UCI |      |      |      |      |      |       |       |      |

## Palmarès en VTT
- 2012
  -  Médaillé d'argent du championnat d'Asie de cross-country juniors